# 無垢の博物館
『無垢の博物館』（むくのはくぶつかん、トルコ語: Masumiyet Müzesi）は、トルコのノーベル文学賞作家オルハン・パムク著のトルコ語で書かれた小説である。2008年8月に出版された（日本語訳は2010年）。

## 内容
トルコの富裕層の青年ケマルの独白体で大部分が書かれており、12歳年少で裕福でない女性フュスンに対するケマルの妄念的な愛情が、イスタンブールを舞台に1975年からの10年間を中心として、30年にわたって描かれている。ケマルの愛情はフュスンの内面や社会的状況には向けられず、もっぱら女性としての外面的な美しさに向けられており、きわめて自己中心的に描かれている。フュスンに対する生涯の愛情を確信したケマルは別の女性との婚約を解消し、フュスンや彼女の生活に関わり、それらをケマルに想起させる物を収集し始める。物と妄念により自己の持つ愛情を満足させることが習慣となり、ケマルは家族や友人たちとの健全な社会的人間関係を損なっていく。
作品中には蝶やカゴの小鳥、ケマルのフェティシズムにより集められた小物が多数登場する。フュスンに完全に魅了されていたケマルは、しかし彼女をひとりの人間として扱うことができないことが、作品中では最後まで描かれ続ける。
しかしそうした人物はケマルだけでなく、フュスンの周囲に登場する男性は誰もが彼女の異性としての魅力にとりつかれ、彼女の個性や内面を見ようとしない。最終的に彼女は、トーマス・ハーディの「テス」やギュスターヴ・フローベールの「ボヴァリー夫人」のように、そういった男性たちの欲望の犠牲となる。
作者のパムクはこの小説を書くに当って、YouTubeでイスタンブールの音楽や映画を調べた、と語っている。

## テーマ

### 東洋と西洋の対立
「わたしの名は紅」をはじめとしてパムクの作品では東洋と西洋の対立がしばしば描かれ、それは彼のノーベル文学賞の受賞理由にもなっているが、それはこの作品でも、イスタンブールの博物館や映画などの文化に於ける西洋（ヨーロッパ及びアメリカ）の影響という形で示され、主要なテーマの一つとなっている。

### 博物館
作品とこれに連動する博物館では、他の博物館や収蔵物が多く登場する。そのものを収蔵する恥じらいを伴って秘蔵されるものを博物館の収蔵物として公開するというやり方が、作品の終結部に示される。

### 女性の主権とトルコ文化
トルコにおける女性の位置づけが作品の全体を通じたテーマの一つである。1970年代のイスタンブールでは西洋化が進み男女交際がより自由になる傾向があったが、それでも婚前交渉を行った女性が社会から阻害される様子が描かれる。パムクはこれをトルコの古い慣習であるとしている。
パムクはインタビューで、ケマルが些細な小物のコレクションに自身の思い描くフュスンを見て、フュスンその人とその生き方、考えを見ない様子を描くことでこれらのテーマを表現したとしている。

## 翻訳
英語への翻訳は2009年で、2009年9月7日に米『ザ・ニューヨーカー』誌に Distant Relations の題名で先行抄録され、同年10月20日に米Alfred A. Knopf社でモーリーン・フリーリによる英訳が The Museum of Innocence の題名で出版された。
日本語訳書誌
- 『無垢の博物館』（上・下）、宮下遼訳

早川書房、2010年12月。上 ISBN 978-4-15-209180-2／下 ISBN 978-4-15-209184-0
ハヤカワepi文庫、2022年8月。上 ISBN 978-4-15-120103-5／下 ISBN 978-4-15-120104-2

## 博物館の設置

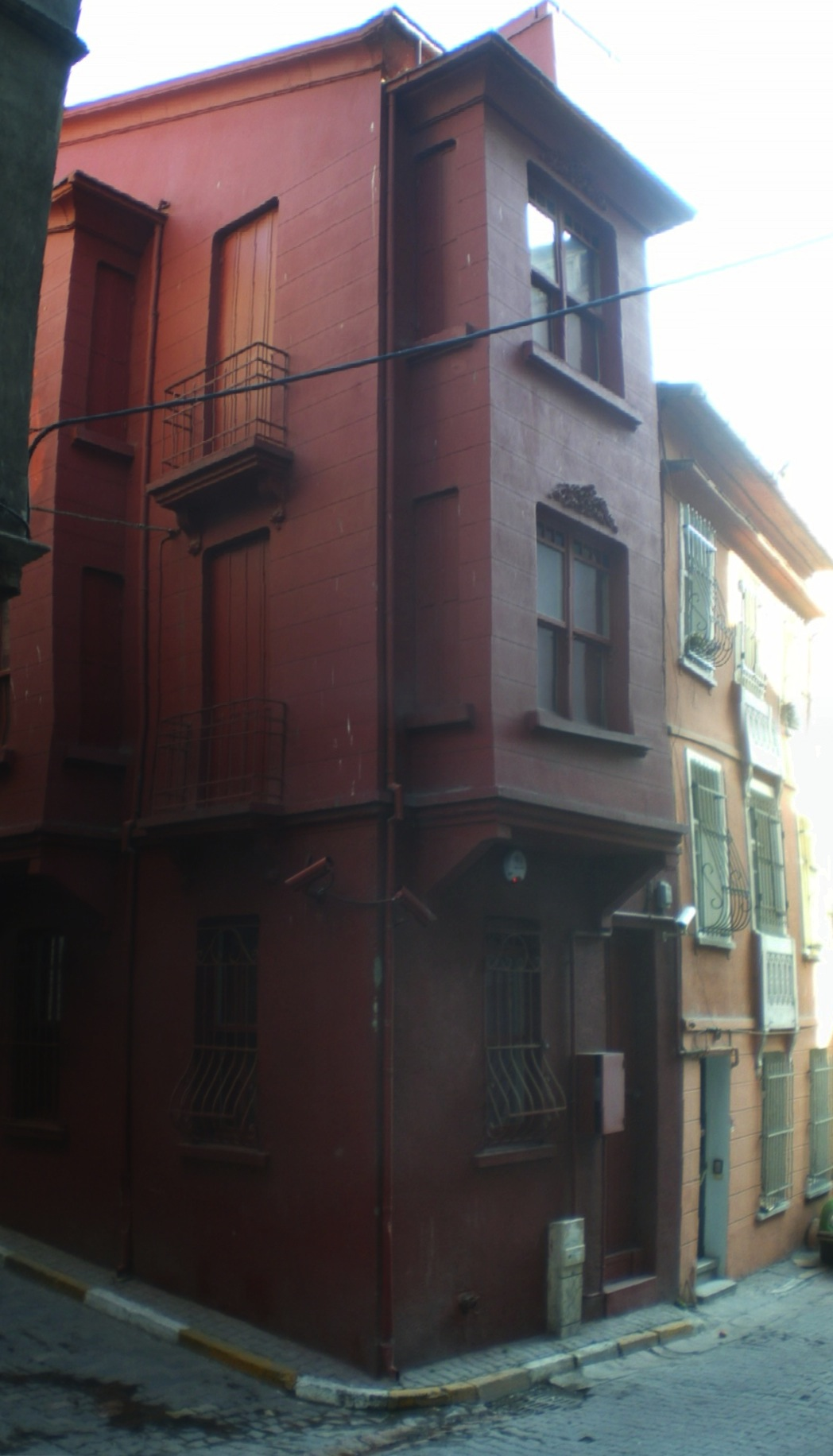
小説と連動する「無垢の博物館」

パムクは小説中にも登場するこの「無垢の博物館」を、イスタンブールのベイオール地区 (Beyoğlu) に隣接するチュクルジュマ地区 (Çukurcuma) の建物を利用し実際にオープンさせた。
内部は小説の舞台となった1970年代から90年代までのイスタンブールの文化や人々の日常生活を想起させるような物を展示している。
当初はフランクフルト・アム・マインのシルン美術館 (en) で2008年10月に開催されたフランクフルト書籍見本市での公開を目指していたがキャンセルになった。その後イスタンブール市内において、まず2011年中の開館を目指して準備が進められ、その予定からは遅れながらも2012年4月に落成した。小説の発刊とこの博物館の開館には時間差があったものの両者は密接に関連しており、イスタンブールの二つの家族の間のロマンティックで異常な愛情と1970年代のイスタンブールの上流家庭の様子をそこに留めている。この開館に必要な資金はノーベル賞の賞金と欧州文化首都事業 （2010年イスタンブール）の援助によりまかなわれた。